# Sláma

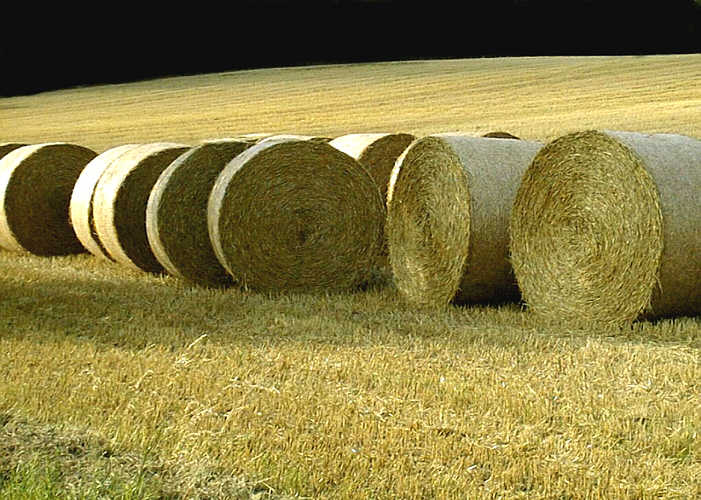
Balíky slámy

Termín sláma označuje vymlácené vyschlé stonky a stébla v širším významu ze všech polních plodin a v užším významu pouze z obilnin.
Sláma je v omezené míře využívána jako krmivo, ale vedle toho je využívána k podestýlání, jako biopalivo, stavební materiál, surovina pro výrobu aglomerovaných materiálů, materiál pro výrobu domácích ozdobných předmětů, může sloužit i pro výrobu papíru, briket, slámek apod. V minulosti sloužila i jako výplň do matrací, které se pak nazývaly slamníky.
Ječná sláma má oproti ostatním slámám výrazně světlejší barvu a hůře nabírá vlhkost.

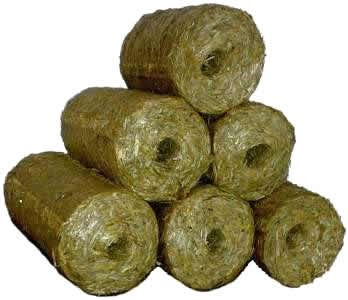
Slaměné brikety

Sláma se dnes stává významnou energetickou komoditou jako biopalivo zpracovaná jako brikety nebo pelety. Sláma v podobě slaměných balíků lze využít na stavbu slaměného domu či jeho izolování.